# Mago barbatus
Mago barbatus är en spindelart som beskrevs av Lodovico di Caporiacco 1954. Mago barbatus ingår i släktet Mago och familjen hoppspindlar. Inga underarter finns listade i Catalogue of Life.